# Miroslav Pich-Tůma
Miroslav Pich-Tůma (22. srpna 1919 Havlovice – 9. ledna 1995 Trutnov) byl český a československý vrah, odbojář z druhé světové války, poválečný politik Komunistické strany Československa a poslanec Prozatímního Národního shromáždění. Po roce 1948 byl funkcionářem Státní bezpečnosti s podílem na bezpráví v 50. letech.

## Život

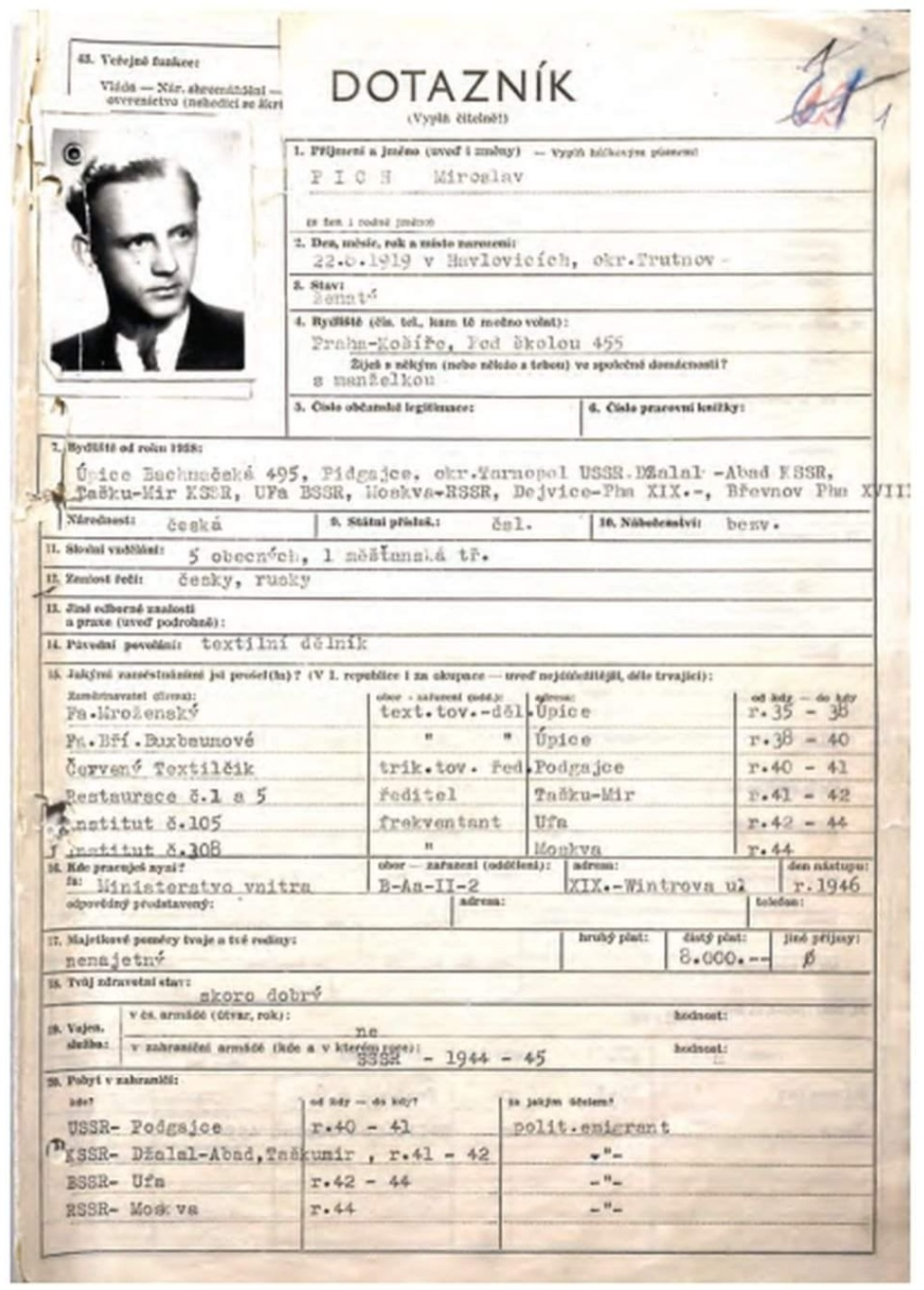
Osobní dotazník

Za druhé světové války působil v odboji. V roce 1940 přešel do Sovětského svazu, později byl členem Rudé armády. Byl zařazen do důstojnické školy pro specialisty na partyzánský boj a stal se komisařem partyzánské brigády Mistra Jana Husa. Na jaře 1945 se podílel na boji Na Dlouhé[zdroj⁠?!] a velel partyzánské brigádě Mistra Jana Husa. Existují spekulace o jeho roli při tomto bojovém střetnutí, které skončilo smrtí téměř všech partyzánů. Někteří autoři ho obviňují ze spolupráce s gestapem, jasné důkazy ale chybí. V roce 1945 vytvořil vlastní skupinu F-15, která se zabývala získáváním archivů gestapa a vydíráním agentů, kteří byli v těchto archivech uvedeni. V letech 1945–1946 byl poslancem Prozatímního Národního shromáždění za KSČ, respektive za Svaz české mládeže. V parlamentu setrval do března 1946. Pak rezignoval na mandát a po krátký zbytek funkčního období do parlamentních voleb v roce 1946 místo něj zasedal v parlamentu Rostislav Závodský.
Byl předsedou Československého svazu partyzánů. Klement Gottwald ho pověřil vybudováním tajné zpravodajské organizace uvnitř KSČ a svazu partyzánů. Působil u Státní bezpečnosti, kde plnil úkoly proti ostatním politickým stranám a měl velký podíl na zničení československé demokracie, po roce 1948 se podílel na násilnostech a justičních zločinech. V den nalezení těla politika Jana Masaryka se pohyboval v 7 hodin ráno na místě činu. Nedokázal nikdy tuto okolnost vysvětlit. V roce 1964 závěry inspekce ministra vnitra potvrdily, že v letech 1948–1949 osm příslušníků StB v čele s Tůmou zlikvidovalo tři vyšetřované osoby. Dvě byly bez soudu popraveny, třetí měla být utlučena v průběhu výslechu. Jeho vyjadřování bylo velmi jednoduché, jeho primitivnost se projevovala nelidským postupem vůči vyšetřovancům. Používal nejsurovější metody a figuroval ve většině případů, kdy došlo ze strany orgánů Státní bezpečnosti k páchání násilné trestné činnosti. Již po roce 1953 byl za „porušování socialistické zákonnosti“ Tůma krátce odsouzen, ale v roce 1956 mu byl zbytek trestu přeměněn na podmíněný a v roce 1960 byl amnestován. Do vazby se dostal opět v letech 1968–1969. Před Vojenským soudem v Příbrami se znovu ocitl roku 1990 a ten jej pak v červenci 1991 rehabilitoval, což vyvolalo kritickou odezvu, protože spolutvůrce zločinů 50. let tak byl postaven na roveň politickým vězňům. V první polovině 90. let byla jeho osoba objektem zájmu médií, byl kritizován za svou roli v komunistickém teroru 50. let a připravovalo se nové vyšetřování. V lednu 1995 se oběsil na půdě svého domu v Trutnově.